# サタニックポルノカルトショップ
サタニックポルノカルトショップ（Satanicpornocultshop）は日本のエレクトロニカ、IDMバンド。音楽性の振り幅が大きく、一言で表すのは難しいが、独自解釈で様々な音楽的要素を吸収し、メンバー全員が手製のマスクを着用した外観とも相まって、非常に諧謔精神にあふれた世界観を構築している。
2011年頃からは、ジューク/フットワークを導入しているが、古典性、革新性、躍動性、叙情性、諧謔性などの要素が混在した作風は変わっていない。

## 概要
1998年に自身のレーベルnunulaxnulanよりアルバム「Nirvana or Lunch?」をリリース。これを機にイギリス、フランス、ドイツからリミックス、コンピレーションなど様々なオファーを受ける。2006年、フランスのレーベルSonoreからリリースしたアルバム「Zap Meemees」がアルス・エレクトロニカで栄誉賞（Honoray Mentions）、フランスのQwartz AwardsでEXPERIMENTAL/RESEARCH賞をそれぞれ受賞する。同年、パリの音楽博物館（Cité de la Musique）で開催された"Le Japon À La Cité de la Musique, Expériences limites"に出演。 2007年、スペインのマドリードで開催されたエクスペリメンタル・ミュージックの祭典"Experimentaclub'07"に出演。
2010年にアインシュテュルツェンデ・ノイバウテンやデペッシュ・モード、サイキックTVを輩出したイギリスのレーベル、Some Bizzareと契約し、アルバム「Arkhaiomelisidonophunikheratos」をリリースしている。

## ディスコグラフィー

### アルバム
- 1998年 - "Nirvana or Lunch?" (nunulaxnulan) CD
- 1999年 - "Baltimore 1972" (nunulaxnulan) CD
- 2000年 - "Belle Excentrique" (nunulaxnulan) CD[5]
- 2002年 - "Ugh Yoing" (nunulaxnulan) CD
- 2003年 - "Anorexia Gas Balloon" (Sonore) CD[6]
- 2005年
  - "Zap Meemees" (Sonore) CD
  - "Orochi Under the Straight Edge Leaves" (Vivo Records) CD
- 2008年 - "Takusan No Ohanasan" (Vivo Records) CD
- 2010年
  - "Arkhaiomelisidonophunikheratos" (Some Bizzare) CD
  - "Catholic Sunspot Apron" (nunulaxnulan) CD[7]
- 2012年 - "Battle Creek Brawl" (neji/nunulaxnulan) digital
- 2013年
  - "AtoZ!!!!!AlphabetBusterS!!!!!" (neji/nunulaxnulan) 2CD[8]
  - "Maiden Voyage" (neji/nunulaxnulan) digital
- 2014年
  - "AtoZ!!!2" (neji/nunulaxnulan) 2CD
  - "frEEwheelin'" (neji/nunulaxnulan) digital
  - "The Shipboard Gardener: music for Listening Room at UNYAZI Festival 2014" (neji/nunulaxnulan) digital [9]

### シングル
- 2006年 - ".Aiff Skull EP"(Vivo Records) CD
- 2007年 - "Custom Drum Destroyer EP"(disco_r.dance) CD
- 2010年 - "Kesalan Patharan EP"(UpItUp!) digital
- 2011年 - "Nucler EP"(neji/nunulaxnulan) digital[10]
- 2014年 - "frEE EP"(JUKE underground) digital

### コンピレーション
- 2003年 - "Tapper10" (THE WIRE) CD
- 2003年 - "Unacknowledged Pop-Song Collection Vol.666" (XerXes) CD[11]
- 2013年 - "160OR80" (Thailand Bookstore) 2CD＋DVD
- 2014年 - "Atomic Bomb Compilation vol.2"(Atomic Bomb Compilation) digital[12]

## CM
- ワコール 「おなかウォーカー」（2006年9月）